# Битва під Самгородком

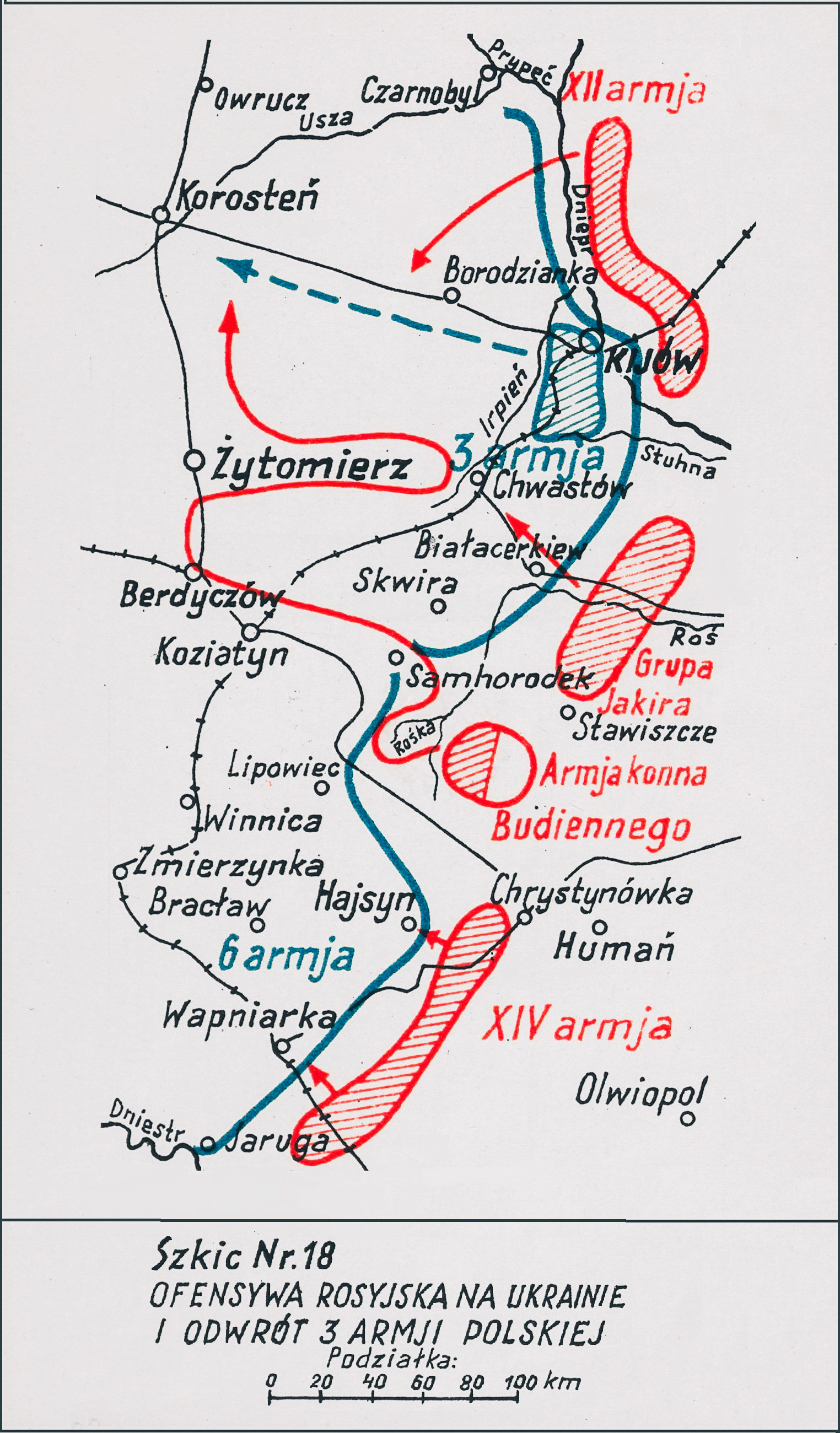
Адам Пржибильський, Польська війна 1918—1921

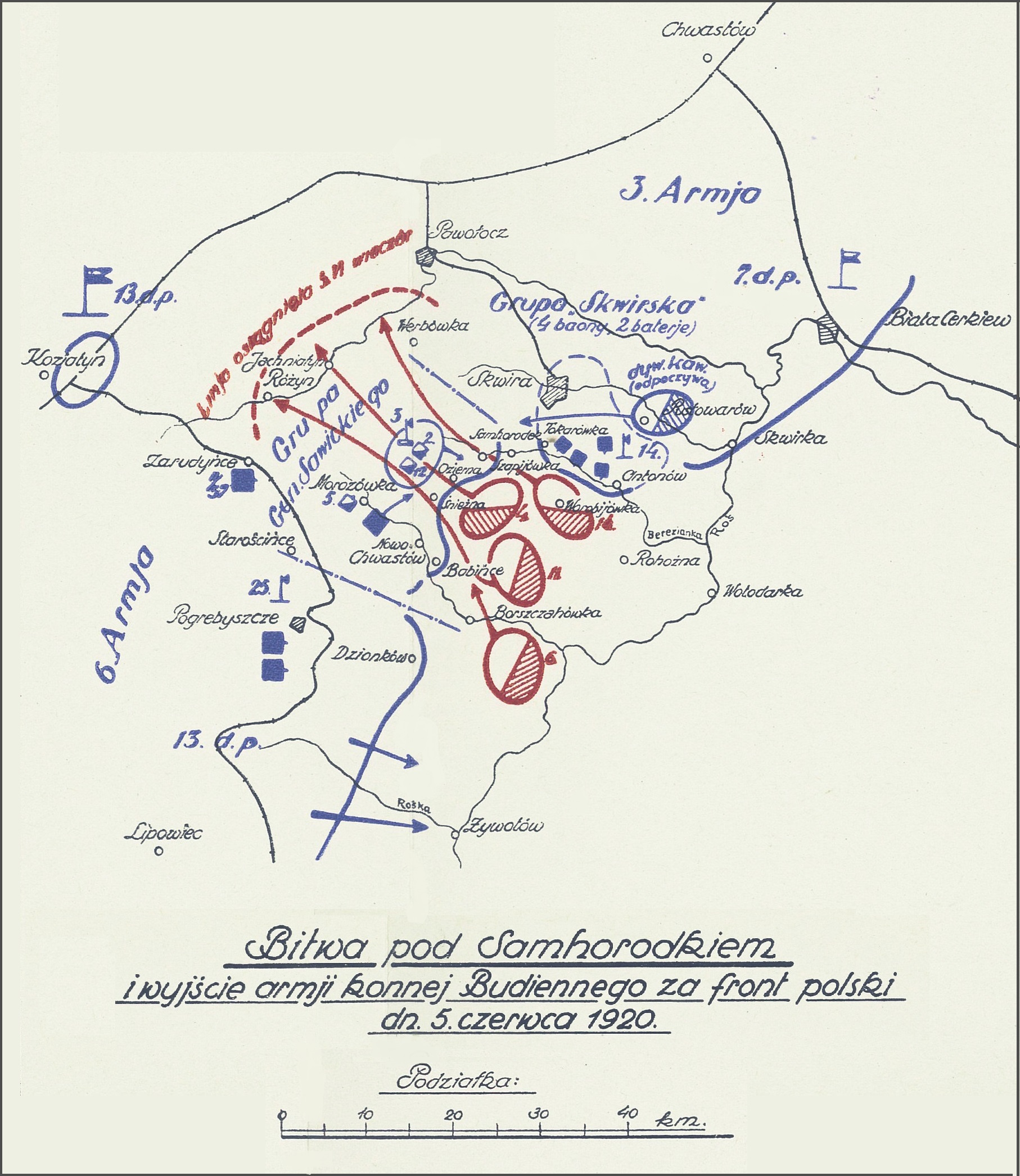
Ген. Тадеуш Кутшеба Київська експедиція 1920 р.

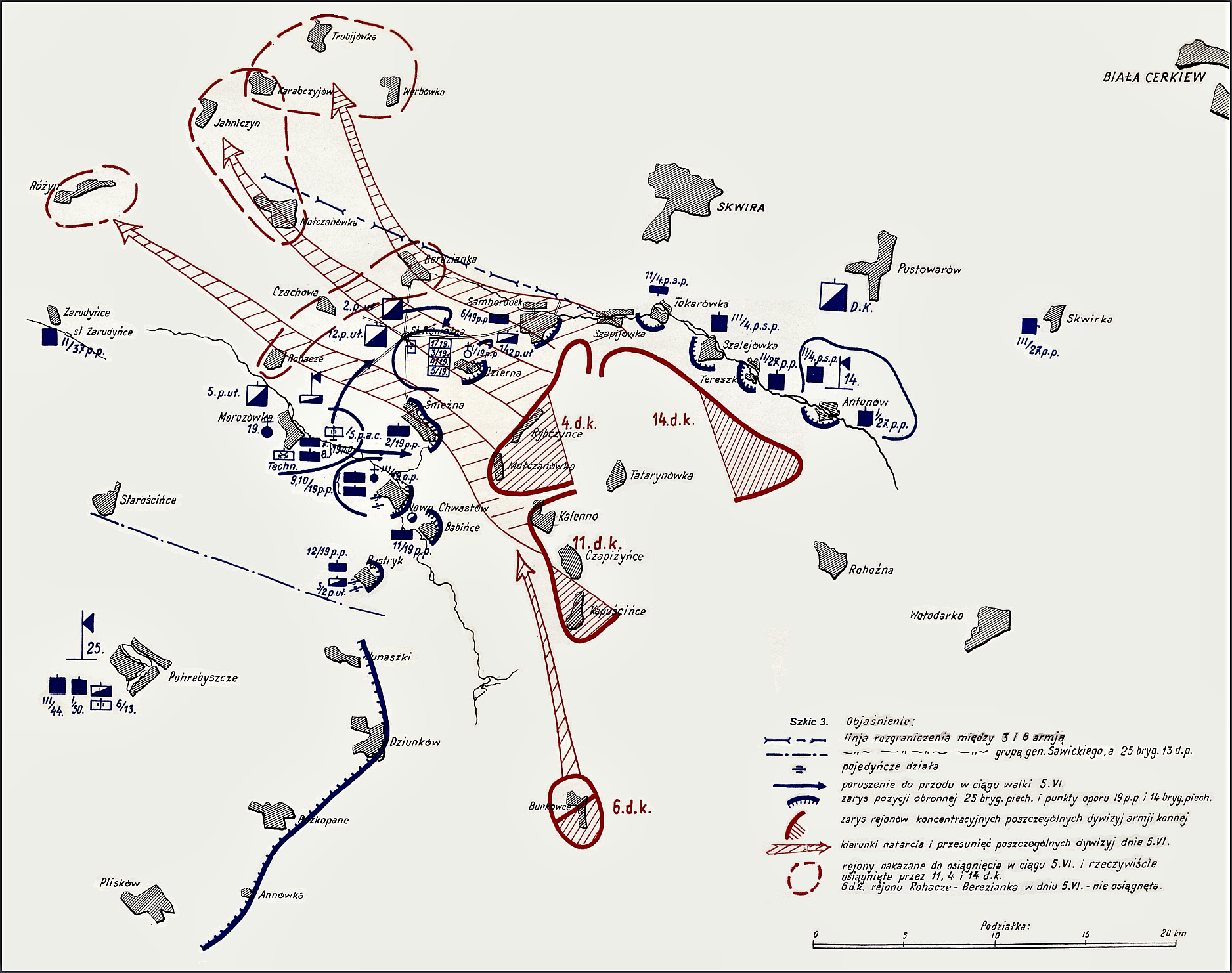
Август Карчер Самгородок — Озерна 5. Червень 1920

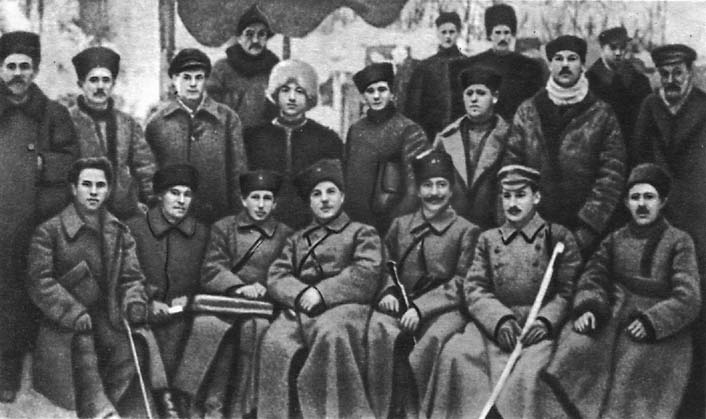
начальники кавалерії Червоної Армії; С. Будьонного сидячи 3. праворуч; 1920 рік

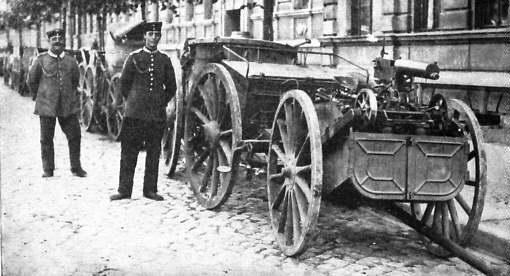
Російська тачка з кулеметом

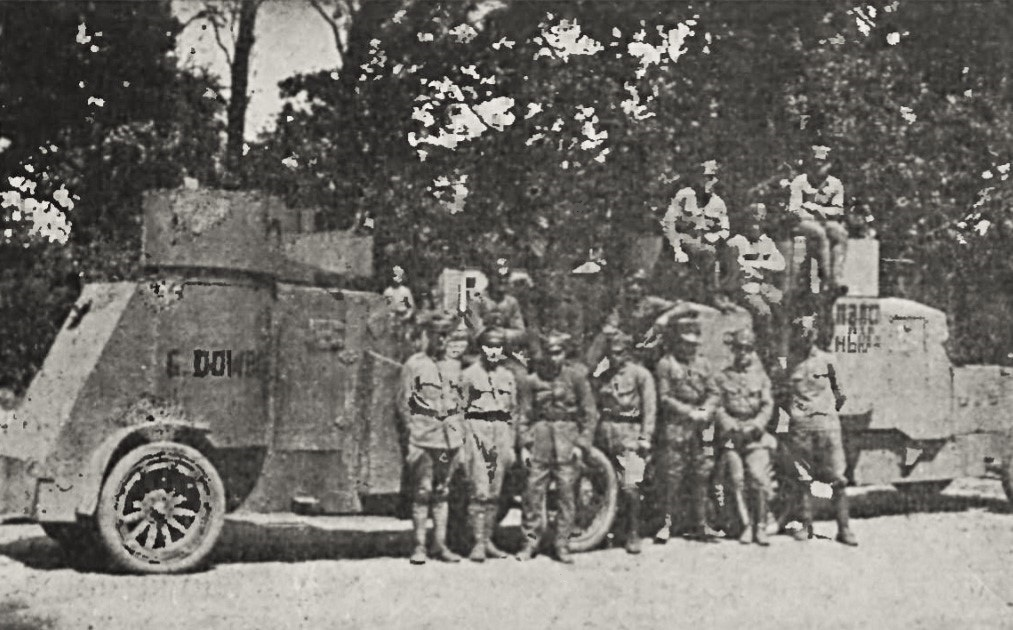
Радянські бронеавтомобілі війни 1920 року

Битва під Самгородком — бойові дії між військами групи генерала Яна Савицького та трьома дивізіями радянської 1-ї кінної армії Семена Будьонного, що велися під час наступу Південно-Західного фронту під час польсько-радянської війни.

## Загальна ситуація
25 квітня розпочався польський наступ на Україну. Наступальна операція польських військ, проведена в два етапи, завершилася вражаючим успіхом. 7 травня практично без бою був захоплений Київ, і одразу після його захоплення командування 3-ї армії створило на східному березі Дніпра розгалужений передовий плацдарм. Окупація Києва та створення плацдарму завершили польський наступ на Україну.
Після завершення наступу більшість польських частин, що брали участь у ньому, організували точкову оборону, зайнявши найважливіші комунікаційні вузли та окремі міста. Фронт стабілізувався на лінії від Прип'яті, вздовж Дніпра, через Білу Церкву, Сквиру, Липовець, Брацлав, Вапнярку до Яруги на Дністрі.

26 травня 1-ша кінна армія Семена Будьонного атакувала польські позиції, але спроба прорвати оборону польської 13-ї піхотної дивізії не вдалася. Після поразок під Нападівкою, Ганнввкою та Дзюньківом командувач 1-ю кінною армією Семен Будьонний перегрупував свої сили і зосередив війська навпроти стику 3-ї польської армії ген. Едварда Смігли-Рідза та 6-ї армії ген. Вацлава Івашкевича.
Новопризначений командувач Українським фронтом ген. Антоній Листовський мав намір попередити наступ 1-ї кінної армії. «Сквирська» група, сформована на правому крилі 3-ї армії ген. Євгеніуша Погожельського мав атакувати зі Сквирки в південно-західному напрямку, на правому крилі 1-ї кінної армії. 13-та піхотна дивізія 6-ї армії готувалася до наступу на її ліве крило. Початок заходів запланований на 6 червня.Увечері 4 червня польські війська були згруповані таким чином: 45-й полк піхоти, що становив ліве крило 18-ї дивізії піхоти, зайняв позиції до Очитківа, потім до Бистрика розгорнулася XXV бригада піхоти, від Бистрика до Самгородка включно з групою ген. Савицького, від Самгородка до Шамраївки, розмістився 27-й полк піхоти 7-ї дивізії піхоти. Кавалерійська дивізія ген. Олександра Карницького була дислокована в районі Шамраївка-Руда.

## Бої під Самгородком
Завдання захистити район Самгородека, шириною близько двадцяти кілометрів, було доручено імпровізованій групі генерала Яна Савіцького. Спочатку він складався лише з кількох піхотних рот і 3-ї кавалерійської бригади полк. Адольфа Вараксевича. Через загрозу напрямку командуючий Українським фронтом ген. пор. Антоній Листовський вирішив підсилити його двома батальйонами 13-ї піхотної дивізії та кавалерійською дивізією ген. Олександра Карницького. Останній мав заповнити прогалину між групою ген. Савицького та «Сквирською групою».
3 і 4 червня 1-й батальйон 19-го піхотного полку кап. Євгеніуша Жонголовича, посилений частинами 2-го батальйону, укомплектував 6-ту роту Самгородка, 2-гу роту Сніжни та 5-ту роту Озерної. Командиру 5-ї роти підпорядковувалися також два взводи 1, 3. і 4 компанії. Решта взводів 1-ї, 3-ї ст і 4 роти прикривали артилерійські позиції. Вогневу підтримку батальйону мала забезпечувати 2-га батарея 13-го кінно-артилерійського дивізіону. На південь від 1-го батальйону оборону зайняв 3-й батальйон 19-го піхотного полку кап. Командиру 3-го батальйону підпорядковувався 3-й ескадрон 2-го уланського полку і 1-а батарея 13-го ДАК. Штаб полку з 7-ю і 8-ю ротами, технічною ротою і батареєю 5-го польового артилерійського полку дислокувався в Морозівці.
4 червня «Сквирська» група і кавалерійська дивізія почали марш на Березянку. Після боїв з частинами радянської 14-ї кавалерійської дивізії ввечері північний берег Березянки був закріплений гарнізоном і розпочато підготовку до наступу. Ударна група не встановила тактичного контакту з 6-ю ротою 19-го піхотного полку, що обороняла Самгородок.
Вранці 5 червня три дивізії радянської 1-ї кінної армії передбачили атаку поляків і почали наступальні дії на ділянці ген. Яна Савицького. Самгородок атакували дві кавалерійські бригади 14-ї кавалерійської дивізії. 6-та рота з двома важкими кулеметами та 1-й ескадрон 12-го уланського полку, обороняючи село, відбили першу атаку. Подальші атаки кінноти, підсиленої бронеавтомобілями, вирішили зіткнення на користь Рад. Більшість 6 роти загинула і близько 13:00 Самгородок опинився в радянських руках. Лише близько сорока бійців на чолі з командиром роти прорвали оточення, але під час подальшого відступу під Березянкою потрапили в полон.
Одночасно 5-та рота, що обороняла Озерне, була атакована частинами радянської 4-ї кавалерійської дивізії. Піхота за підтримки кінних артилеристів відбила подальші атаки. Командир 19-го піхотного полку капітан Євгеніуш Жонголлович звернувся по допомогу до командира 3-ї кавалерійської бригади полковника Вараксевича. Однак контратака, здійснена близько полудня трьома ескадронами 2-го уланського полку за підтримки вогню 2-ї батареї 3-го дака, не принесла бажаного результату. Хоча Озерну обстрілювали чотири радянські батареї, а зв'язок зі штабом був перерваний, піхота продовжувала обороняти село. Батарея 5-го полку польової артилерії, що стояла біля Морозівки, надала лише слабку вогневу підтримку. Близько 16 години частини пішої радянської кінноти за підтримки трьох бронеавтомобілів прорвали польську оборону й увійшли до Озерної. У рукопашній сутичці загинув командир 1-ї роти підпоручик. Людвік Фрейбергер і командир 5-ї роти поручник. Фортунат Мисліцький. Розрахунок 2-ї батареї 3-ДАК, випустивши всі снаряди, у багнетному бою прорвав кільце оточення, зазнавши великих втрат. Артилеристи втратили шістнадцять убитими і дев'ять пораненими, а також одну гармату з супроводом.
Ділянку між Озерною та Сніжною обороняли улани 2-го та 12-го уланських полків 3-ї кавалерійської бригади. Два ескадрони 12-го уланського полку після втрати Самгородки та Озерної негайно відійшли зі своїх позицій і приєдналися до основних сил бригади. Сніжна продовжувала оборонятися. 2-га рота 19-го піхотного полку поручника Гуттаковського була атакована чотирма радянськими кавалерійськими ескадронами, підсиленими двома бронемашинами. Вислана їй на допомогу 7-ма резервна рота зустріла по дорозі війська Будьонного і зайняла пагорб біля дороги між Морозівкою і Сніжною, щоб прикрити район розташування командних пунктів групи генерала Савіцького і 19-го піхотного полку.
Щоб підтримати піхоту, командир 12-го піхотного полку капітан Влодзімєж Ковальський ухвалив рішення нанести удар силами всього полку. Влодзімєж Ковнацький вирішив нанести удар усіма силами полку. Кіннота Будьонного не прийняла рукопашного бою, її лави розсіялися, а польський полк, що наступав, був обстріляний щільним кулеметним вогнем з тачанок і бронемашин. Такий спосіб ведення бою застав польських уланів зненацька, і вони зазнали великих втрат. Один командир ескадрону і двадцять уланів загинули, а командир полку і близько сотні уланів були поранені. Рештки полку, переслідувані кілька кілометрів бронемашинами, зібралися в Зарудинцях і Козятині.
Розпад 12-го уланського полку призвів до відступу всієї 3-ї кавалерійської бригади до Зарудинця. 5-й уланський полк, який цілий день стояв біля генерала Савицького в Морозівці, не брав участі в битві. Останній відступ командира групи досягнув Сніжної вже після відходу 3-ї кавалерійської бригади. 2-а і відступаюча 8-ма роти, за підтримки 10-ї роти, що прибула з Новофастіва, оборонялися до настання темряви. Вночі, за наказом капітана Родзевича, вони відійшли до Новохвастова. Ані Сквирська «група», ані кавалерійська дивізія генерала Олександра Карницького не прийшли на допомогу військам генерала Савицького, які воювали ізольовано.

## Баланс боїв
Важка поразка групи генерала Яна Савицького під Самгородком та в районі Озерного призвела до розриву в польському фронті приблизно на десять кілометрів. У район увійшли дивізії радянської 1-ї Кінної армії. За кілька годин 11-та кавалерійська дивізія захопила район Рошина, 4-та дивізія — Ягнятин, а 14-та дивізія — Карабчаєв.
Переломним моментом у бойових діях в Україні став перерив фронту під Самгородком і Озерною. Польські війська почали вимушений відступ на захід, і ініціативу майже на три місяці перехопила Червона армія. У бою поляки втратили близько 460 вбитими і пораненими, двадцять важких кулеметів і одну гармату. Було захоплено близько двохсот полонених.